# 雷阿爾城 (葡萄牙)

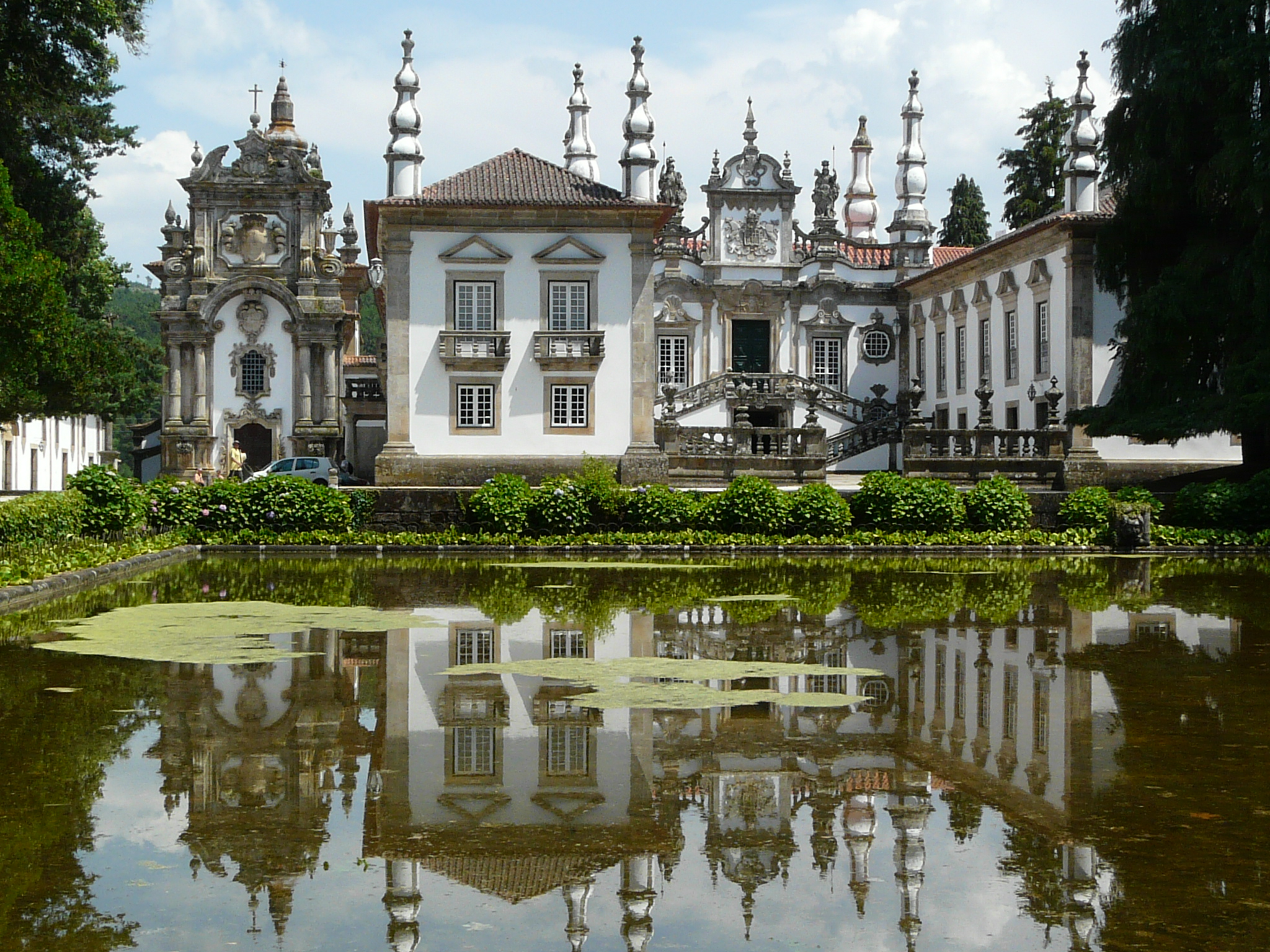
雷阿爾城馬特烏斯宮

雷阿爾城（Vila Real）是葡萄牙的一座城市。是葡萄牙北部大區雷阿爾城區的行政中心和最大都市。據2021年的人口普查，人口有49,571人。雷阿爾城管轄有30個堂區。